# Mariakyrkan, Eskilstuna
Mariakyrkan var en kyrkobyggnad i Eskilstuna församling, Strängnäs stift. Den var distriktskyrka för fem stadsdelar i Eskilstuna. Vid årsskiftet 2013/2014 avlystes den för kyrkligt bruk och övertogs av studieförbundet Studiefrämjandet.

## Kyrkobyggnaden
Kyrkan är uppförd 1979 av rött tegel. Ansvarig arkitekt är Lars-Olov Torstensson på Lidingö. Byggnadskomplexet består av kyrkorum i norr samt flyglar på östra och västra sidan. Flyglarna omsluter en innergård där en klockstapel står. I denna finns två malmklockor. Kyrkan var Eskilstuna församlings tredje yngsta kyrka.

## Orgel
- Orgeln är byggd 1984 av Grönlunds Orgelbyggeri AB, Gammelstaden. Den är mekanisk.

| Huvudverk I  | Svällverk II      | Pedal      | Koppel |
| Rörflöjt 8´  | Gedackt 8´        | Subbas 16´ | I/P    |
| Principal 8´ | Fugara 8´         | Gedackt 8´ | II/P   |
| Waldflöjt 2´ | Koppelflöjt 4´    |            | II/I   |
| Mixtur III   | Principal 2'      |            |        |
|              | Nasat 1 1/3'      |            |        |
|              | Dulcian 8'        |            |        |
|              | Tremulant         |            |        |
|              | Crescendosvällare |            |        |